# Armand (Film)
Armand ist ein Spielfilm von Halfdan Ullmann Tøndel aus dem Jahr 2024. Das Drama handelt von der vermeintlichen Rauferei zweier 6-jähriger Jungen, woraufhin die Eltern und das Schulpersonal einberufen werden, um den Vorfall zu klären. Die Hauptrollen übernahmen unter anderem Renate Reinsve und Ellen Dorrit Petersen. Die Uraufführung der europäischen Koproduktion zwischen Norwegen, den Niederlanden, Deutschland und Schweden erfolgte im Mai 2024 beim 77. Filmfestival von Cannes. Dort wurde das Werk mit der Caméra d’Or ausgezeichnet.

## Handlung
Eines Nachmittags wird Elizabeth in die Grundschule ihres Sohnes Armand einbestellt. Es habe einen Vorfall zwischen dem 6-jährigen Jungen und dem gleichaltrigen Mitschüler Jon gegeben. Bei ihrer Ankunft muss Elizabeth feststellen, dass das Gespräch von der unerfahrenen Lehrerin Sunna geleitet wird und auch Jons Eltern anwesend sind. Armands Spielkamerad wurde mit einer Verletzung im Gesicht aufgefunden. Jon hat Armand dafür verantwortlich gemacht und ihn abscheulicher Drohungen bezichtigt. Doch niemand weiß mit Bestimmtheit, was zwischen den beiden Jungen passiert ist.
Schon bald sind weitere Lehrkräfte in das Gespräch involviert. Armand wird eine „sexuelle Abweichung“ unterstellt und dass er gewisse Grenzen überschritten habe. Im Verlauf des Nachmittags werden Elizabeth und Jons Mutter immer verzweifelter und es kommen lange verborgene Geheimnisse und Lügen ans Licht. Es wird immer schwieriger, die Wahrheit herauszufinden. Das Gespräch kreist bald mehr um die Erwachsenen als um die involvierten Kinder.

## Veröffentlichung
Die Weltpremiere von Armand fand am 18. Mai 2024 beim 77. Filmfestival von Cannes statt. Dort wurde das Werk in die Sektion Un Certain Regard aufgenommen. Eine weitere Präsentation erfolgte Mitte Juni beim Sydney Film Festival.
In Norwegen erlebte der Film seine Kino-Premiere am 27. September 2024. Im September 2024 erfolgte die Verkündung der deutschen Fassung mit dem Titel Elternabend, um sie im Dezember 2024 wieder auf Armand zurück zu benennen. Der reguläre Kinostart in Deutschland erfolgte am 16. Januar 2025 im Verleih von Pandora Film. Der Kinoverleih in Frankreich startete am 12. März 2025 durch die Firma Tandem.

## Auszeichnungen
Armand gewann im Rahmen des Filmfestivals von Cannes die Caméra d’Or für den besten Debütfilm eines Regisseurs und war automatisch für den Hauptpreis der Sektion Un Certain Regard nominiert. Im selben Jahr folgte der Europäische Filmpreis für den besten Erstlingsfilm („European Discovery – Prix FIPRESCI“).